# Crissy Ahmann-Leighton
Christine M. (Crissy) Ahmann-Leighton (Yankton, 20 mei 1970) is een Amerikaans zwemster.

## Biografie
Op de Wereldkampioenschappen zwemmen 1991 won Ahmann-Leighton de titel op de 4×100 meter wisselslag.
Ahmann-Leighton won tijdens de Olympische Zomerspelen van 1992 de gouden medaille op de 4×100 meter vrije slag en 4×100 meter wisselslag op de 4×100 meter vrije slag kwam Ahmann-Leighton alleen in de series in actie.

## Internationale toernooien
| Jaar | Olympische Spelen                                                 | Wereldkampioenschappen                  | Pan-Pacifische kampioenschappen   |
| ---- | ----------------------------------------------------------------- | --------------------------------------- | --------------------------------- |
| 1991 |                                                                   | 4e 100m vlinderslag · 4x100m wisselslag | 100m vlinderslag · 9e vlinderslag |
| 1992 | 100m vlinderslag · 4x100m vrije slag (series) · 4x100m wisselslag |                                         |                                   |

1960: Burke, Kempner, Schuler, von Saltza ·
1964: Ferguson, Goyette, Stouder, Ellis ·
1968: Hall, Ball, Daniel, Pedersen ·
1972: Belote, Carr, Deardurff, Neilson ·
1976: Richter, Anke, Pollack, Ender ·
1980: Reinisch, Geweniger, Pollack, Metschuck ·
1984: Andrews, Caulkins, Meagher, Hogshead ·
1988: Otto, Hörner, Weigang, Meißner ·
1992: Loveless, Nall, Ahmann-Leighton, Thompson ·
1996: Botsford, Beard, Martino, Van Dyken ·
2000: Bedford, Quann, Thompson, Torres ·
2004: Rooney, Jones, Thomas, Henry ·
2008: Seebohm, Jones, Schipper, Trickett ·
2012: Franklin, Soni, Vollmer, Schmitt ·
2016: Baker, King, Vollmer, Manuel ·
2020: K. McKeown, Hodges, E. McKeon, Campbell ·
2024: Smith, King, Walsh, Huske